# Valentina Rodini
Valentina Rodini, född 28 januari 1995, är en italiensk roddare. 

## Karriär
Rodini tävlade för Italien vid olympiska sommarspelen 2016 i Rio de Janeiro, där hon tillsammans med Laura Milani slutade på 13:e plats i lättvikts-dubbelsculler. Vid olympiska sommarspelen 2020 i Tokyo tog Rodini guld tillsammans med Federica Cesarini i lättvikts-dubbelsculler.
I april 2024 vid EM i Szeged tog Rodini brons i lättvikts-dubbelsculler tillsammans med Silvia Crosio.